# Karl-Alfred Jakobsson
Karl-Alfred Jakobsson (Boston, 15 gennaio 1926 – Göteborg, 4 marzo 2015) è stato un calciatore svedese, di ruolo attaccante.

## Palmarès

### Club
- Allsvenskan: 1

GAIS: 1953-54

### Individuale
- Capocannoniere dell'Allsvenskan: 3

1951-52 (17 reti), 1952-53 (24 reti), 1953-54 (21 reti)